# Lake Couchiching
Lake Couchiching är en sjö i Kanada.   Den ligger i countyt Simcoe County och provinsen Ontario, i den sydöstra delen av landet, 300 km väster om huvudstaden Ottawa. Lake Couchiching ligger 216 meter över havet. Arean är 34 kvadratkilometer.
Runt Lake Couchiching är det ganska glesbefolkat, med 39 invånare per kvadratkilometer.